# National Institute of Standards and Technology

Logotyp.

National Institute of Standards and Technology (NIST) är en organisation som drivs av USA:s handelsdepartement. NIST grundades 3 mars 1901 under namnet National Bureau of Standards (NBS), vilket ändrades till nuvarande namn 1988.
NIST:s huvudanläggning, där några tusen forskare (cirka två tredjedelar fast anställda och återstoden gästforskare) arbetar inom vitt skilda discipliner, är belägen i Gaithersburg, Maryland, men några avdelningar, bland annat den som ansvarar för USA:s referenstid, ligger i Boulder, Colorado.
En av NIST:s forskare, William D. Phillips, fick ett delat Nobelpris i fysik 1997 för sitt arbete med att kyla atomer med hjälp av laserljus.

## Laboratorier inom NIST
Verksamheten är uppdelad på ett antal laboratorier:
- Building and fire research
- Chemical science and technology
- Electronics & electrical engineering
- Information technology
- Manufacturing engineering
- Materials science & engineering
- Physics
- Technology services

Laboratorierna är i sin tur uppdelade på divisioner, och divisionerna är slutligen indelade i grupper.

## NIST - Computer Security Resource Center
NIST publicerar även standarder och riktlinjer för informationsteknologi (IT) på sin webbsajt https://csrc.nist.gov. Deras roll kan jämställas med ISO-standarden ISO/IEC 27002 och används ofta som alternativ, till exempel i länder där ISO/IEC 27002 ej ratificerats (bland annat Tyskland, USA, Japan).
NIST:s säkerhetsstandarder har benämningar NIST SP 800-xx, där xx är ett löpnummer, till exempel NIST SP 800-12 Computer Security Handbook.